# Baranyajenő, Baranya
Baranyajenő este un sat în districtul Hegyhát, județul Baranya, Ungaria, având o populație de 468 de locuitori (2011). 

## Demografie
Componența etnică a satului Baranyajenő
     Maghiari (69,32%)
     Romi (28,9%)
     Germani (1,79%)
Componența confesională a satului Baranyajenő
     Romano-catolici (76,71%)
     Reformați (1,92%)
     Necunoscută (20,73%)
     Luterani (0,64%)
     Alte religii (0,64%)
Conform recensământului din 2011, satul Baranyajenő avea 468 de locuitori. Din punct de vedere etnic, majoritatea locuitorilor (69,32%) erau maghiari, existând și minorități de romi (28,9%) și germani (1,79%).  Din punct de vedere confesional, majoritatea locuitorilor (76,71%) erau romano-catolici, cu o minoritate de reformați (1,92%). Pentru 20,73% din locuitori nu este cunoscută apartenența confesională.